# Pierre chantante
 (janvier 2022).
La mise en forme du texte ne suit pas les recommandations de Wikipédia : il faut le « wikifier ».
Les points d'amélioration suivants sont les cas les plus fréquents. Le détail des points à revoir est peut-être précisé sur la page de discussion.
- Les titres sont pré-formatés par le logiciel. Ils ne sont ni en capitales, ni en gras.
- Le texte ne doit pas être écrit en capitales (les noms de famille non plus), ni en gras, ni en italique, ni en « petit »…
- Le gras n'est utilisé que pour surligner le titre de l'article dans l'introduction, une seule fois.
- L'italique est rarement utilisé : mots en langue étrangère, titres d'œuvres, noms de bateaux, etc.
- Les citations ne sont pas en italique mais en corps de texte normal. Elles sont entourées par des guillemets français : « et ».
- Les listes à puces sont à éviter, des paragraphes rédigés étant largement préférés. Les tableaux sont à réserver à la présentation de données structurées (résultats, etc.).
- Les appels de note de bas de page (petits chiffres en exposant, introduits par l'outil «  Source ») sont à placer entre la fin de phrase et le point final[comme ça].
- Les liens internes (vers d'autres articles de Wikipédia) sont à choisir avec parcimonie. Créez des liens vers des articles approfondissant le sujet. Les termes génériques sans rapport avec le sujet sont à éviter, ainsi que les répétitions de liens vers un même terme.
- Les liens externes sont à placer uniquement dans une section « Liens externes », à la fin de l'article. Ces liens sont à choisir avec parcimonie suivant les règles définies. Si un lien sert de source à l'article, son insertion dans le texte est à faire par les notes de bas de page.
- La présentation des références doit suivre les conventions bibliographiques. Il est recommandé d'utiliser les modèles {{Ouvrage}}, {{Chapitre}}, {{Article}}, {{Lien web}} et/ou {{Bibliographie}}. Le mode d'édition visuel peut mettre en forme automatiquement les références.
- Insérer une infobox (cadre d'informations à droite) n'est pas obligatoire pour parachever la mise en page.

Pour une aide détaillée, merci de consulter Aide:Wikification.
Si vous pensez que ces points ont été résolus, vous pouvez retirer ce bandeau et améliorer la mise en forme d'un autre article.
 (janvier 2022).
Si vous disposez d'ouvrages ou d'articles de référence ou si vous connaissez des sites web de qualité traitant du thème abordé ici, merci de compléter l'article en donnant les références utiles à sa vérifiabilité et en les liant à la section « Notes et références ».

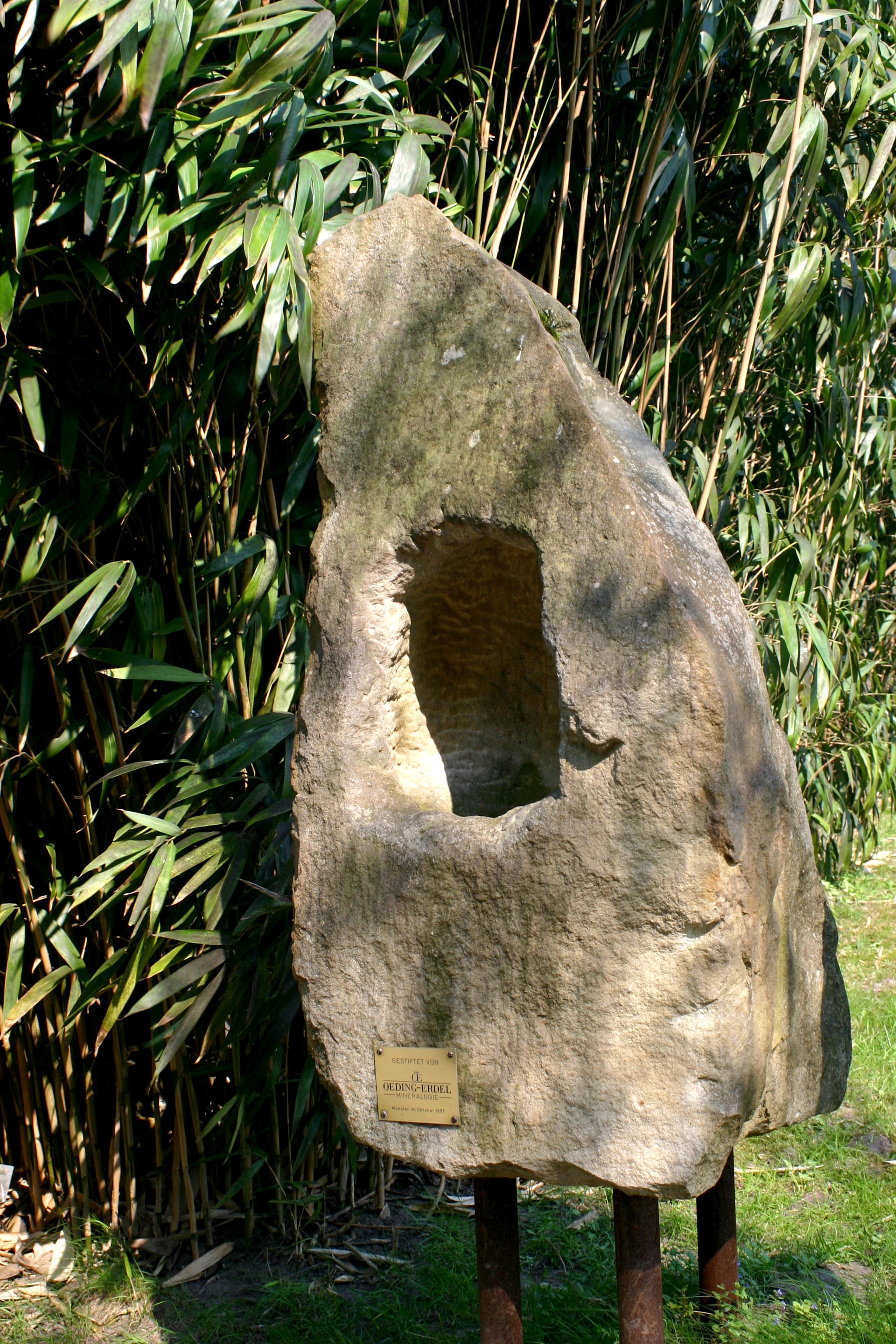
Pierre chantante du (Allemagne)

Une pierre chantante, (« Summstein » en allemand, « humming stone » en anglais) est une pierre avec une cavité, appelée « trou à bourdonner »[Par qui ?][réf. nécessaire]. Elle sert à la perception des sens par l'expérience ludique de sa propre voix par le bourdonnement et la résonance. Si une personne met sa tête dans cette cavité de bourdonnement et expire en fredonnant dans les tons graves, les sons peuvent entrer en résonance et produire ainsi des vibrations qui touchent tout le corps. La vibration peut être ressentie avec la main au niveau de la gorge. Le bourdonnement dans différentes tonalités déclenche des picotements plus ou moins forts dans le corps.

## Description
De telles pierres chantantes sont installées dans des installations destinées à favoriser la perception sensorielle, comme par exemple la « grande pierre chantante » du parcours de sculptures de Herten en Allemagne, le champ d'expérience de Mannebach / Hunsrück, le parcours de sculptures de Rodenbach, Groß Gerungs, le Park der Sinne (parc des sens). Selon Hugo Kükelhaus, de telles expériences sensorielles renforcent les ressources de l'homme et le sensibilisent à percevoir l'environnement et lui-même avec tous ses sens de manière plus consciente[réf. nécessaire].
Des pierres avec des trous de bourdonnement auraient été découvertes dans des catacombes pré-chrétiennes sur l'île de Malte, notamment l'hypogée Néolithique/Age de Bronze d'Hal Saflieni et dans des monastères médiévaux en Bretagne[réf. nécessaire]. Elles auraient été utilisées dans différentes cultures anciennes, probablement pour la guérison et la méditation[Interprétation personnelle ?][réf. nécessaire].